# Constantino V de Constantinopla
Constantino V, (* 1833 – † 1914) Patriarca de Constantinopla desde el 14 de abril de 1897 hasta el 9 de abril de 1901.
Cuando se convirtió en patriarca, su tío, Amasa Sofronios, lo siguió a Constantinopla como su secretario. En 1864 se ordenó un diácono. Siguió a su tío después de su partida del trono ecuménico. Lo envió para estudios de posgrado en Estrasburgo, Suiza y Heidelberg.
| Predecesor: Antimo VII | Patriarca de Constantinopla 1897 – 1901 | Sucesor: Germano V |

- Datos: Q2369623
- Multimedia: Constantine V of Constantinople / Q2369623